# Ablonczy László
Ablonczy László (Bodroghalász, 1945. október 14. –) József Attila-díjas magyar újságíró, kritikus, színigazgató. Ablonczy Balázs történész édesapja.

## Életpályája
1965–1970 között a Kossuth Lajos Tudományegyetem Bölcsészettudományi Karának magyar-népművelés szakos hallgatója volt. 1969–1970 között a Hajdú-Bihari Napló gyakornoka, 1970–1971 között a Csepel munkatársa volt. 
1971–1975 között a Magyar Hírlap belpolitikai, majd kulturális rovatának munkatársa. 1975–1978 között a MOKÉP sajtó- és propaganda osztályának vezető helyettese. 1978–1990 között a Film Színház Muzsika munkatársa, majd a Magyar Fórum strasbourgi tudósítója. 
1989–1995 között a Tiszatáj szerkesztőjeként dolgozott. 1991–1999 között a Nemzeti Színház igazgatója. 1999–2005 között Párizsban élt. 2001–2003 között a Reformátusok Lapja munkatársa. 2005-ben nyugdíjba vonult.

### Családja
Felesége A. Szabó Magda, fia Ablonczy Balázs történész.

## Művei
- Egy rövid életű színházi lap története. Debreceni Színház 1936–39 (1970)
- Hajdúnánás 30 éve (tanulmány, Gábor Zoltánnal, 1974)
- Emelkedő úton. 25 éves a hajdúnánási Micsurin Tsz. (Székelyhidi Ágostonnal, 1975)
- Latinovits Zoltán (versek, visszaemlékezések; szerkesztette, 1977)
- Szirtes Ádám (visszaemlékezések, Márkus Bélával szerkesztette, 1978)
- Ruttkai Éva (visszaemlékezések, szerkesztette, 1981)
- Jékely Zoltán: Oroszlánok Aquincumban (színművek, verses játékok, szerkesztette és utószó, 1984)
- Latinovits Zoltán tekintete (dokumentumok, tűnődések, beszélgetések, 1987)
- Tamási Áron színjátékai (szerkesztette és függelék, 1987)
- Sütő András életműsorozatának kiadói szerkesztője (1989–1997, 2008-)
- Harag György színháza (Nánay Istvánnal és Váli Ilonával, 1992)
- Nemzeti a magasban. Krónika dokumentumokban, 1963–1995 (1996)
- Nehéz álom (1997)
- A szivárvány alatt – Utak Erdélybe (1997)
- Megélt színház (1998)
- Jelentés a völgyből (1998)
- Sütő András 75 éve (2002)
- Bartók Béla kertjében – Marosszentimrétől Párizsig (2003)
- Az "Állj fel" torony árnyékában (XX. századi franciaországi magyarok antológiája, társszerkesztő, A. Szabó Magdával, 2003)
- Szélfútta levél... Évek Mensáros Lászlóval (2004)
- Múló levelek Párizsból 2002–2004 (2005)
- Nemzeti lélekharang – Jászai Maritól Bubik Istvánig (2007)
- SZÍN-VALLÁS – Avagy az Őrnagy úr feldarabolásának szükséges voltáról (2007)
- Árvai Réka csodái- Kubik Anna könyve (Kairosz Kiadó, 2010)
- Latinovits Zoltán élete, halála és feltámadásai (Kairosz Kiadó, 2011)
- Régimódi színháztörténet ÁVH-s iratokkal... -és Raksányi Kutyával (Kairosz Kiadó, 2012)
- Sinkovits Imre a Hargitán. Fél évszázad töredékei a Nemzeti Színház 175 esztendejéből; Kairosz, Budapest, 2013
- "Templom, parlament, kínpad: megannyi színpad", ÁVH-s (be)súgókkal. Új évezredi tűnődések, jegyzetek, beszélgetések; Kairosz, Budapest, 2014
- A Nemzeti varázskörében. Arcképek, tanulmányok, jegyzetek; Nemzeti Kultúráért és Irodalomért Alapítvány–Hitel Könyvműhely, Budapest, 2019
- Ablonczy László–Kovács Örs Levente: Egy európai Kolozsváron. Harag György színházrendező; MMA, Budapest, 2021
- Hamlet, a magyar. 1790–1956. Esszé; MMA, Budapest, 2021
- Béres Ilona; MMA, Budapest, 2022

## Filmjei
- Hunok (a háztetőkön) Párizsban (2004)
- Csend (TV-film, 2006)

## Díjai
- Petőfi Sándor Sajtószabadság-díj (1998)
- Bethlen Gábor-díj (2002)[3]
- Magyar Örökség díj (2011)
- A Magyar Köztársasági Érdemrend lovagkeresztje (2011)
- József Attila-díj (2016)